# IJsmeester

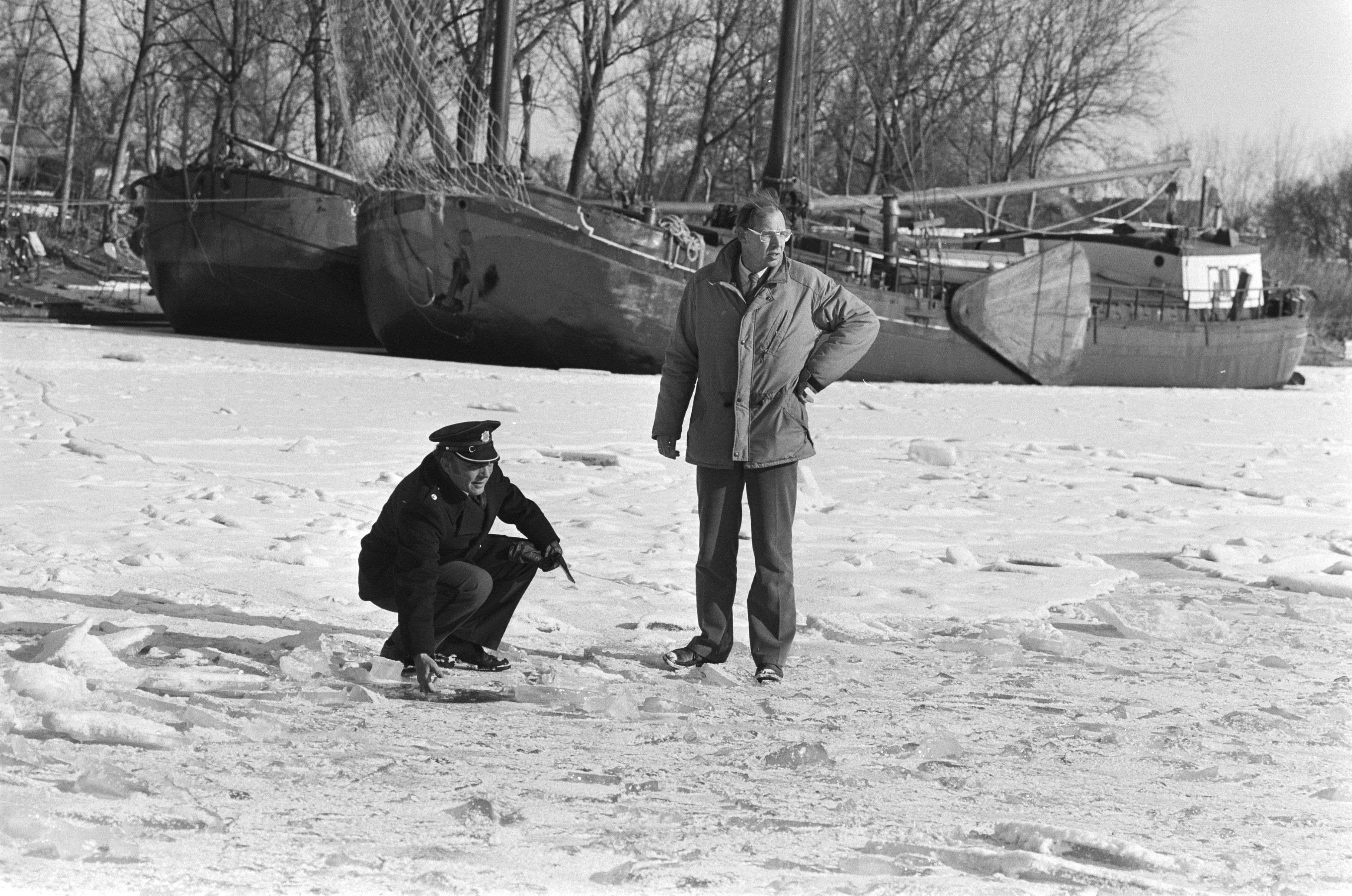
IJsmeester Henk Kroes (rechts) in 1986

Een ijsmeester is iemand die instaat voor de kwaliteit van het ijs en de condities op een ijsbaan. Hij is ervoor verantwoordelijk dat de ijsvloer regelmatig wordt gedweild en dat tijdens wedstrijden het ijs de optimale temperatuur heeft. In een gesloten ijshal regelt de ijsmeester tevens het binnenklimaat.
Bekende ijsmeesters zijn Mitchell Whitmore, Henk Kroes en Bertus Butter.